# Graphium macfarlanei
Graphium macfarlanei är en fjärilsart som först beskrevs av Butler 1877.  Graphium macfarlanei ingår i släktet Graphium och familjen riddarfjärilar. Inga underarter finns listade i Catalogue of Life.

## Bildgalleri

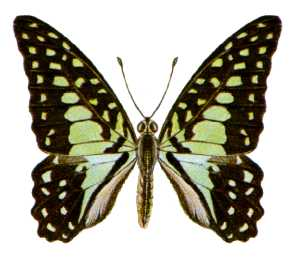